# Stigmodera
Stigmodera è un genere di coleotteri della famiglia Buprestidae. Molte delle 550 specie di questo genere sono native dell'Australia e della Nuova Guinea.

## Tassonomia
- Stigmodera cancellata (Donovan, 1805)
- Stigmodera gratiosa Chevrolat, 1843
- Stigmodera hyperboreus (Heer, 1870)
- Stigmodera jacquinotii (Boisduval, 1835)
- Stigmodera macularia (Donovan, 1805)
- Stigmodera porosa Carter, 1916
- Stigmodera roei Saunders, 1868
- Stigmodera sanguinosa Hope, 1846